# Karl Klimm
Karl Klim (také Carl Klimm, 1856 – 13. března 1924) byl německý architekt, který pracoval ve Vratislavi.

## Život
Byl zaměstnán na městském stavebním oddělení jako kreslič u místních městských stavitelů Johanna Roberta Mendeho a Richarda Plüddemanna. V roce 1892 se stal radním stavebním mistrem (Ratsbaumeister), později byl jmenován radním stavebním magistrem (Magistratsbaurat). Spolu s těmito funkcemi až do smrti v roce 1924 řídil projektovou kancelář magistrátu, dohlížel na všechny velké stavební investice ve Vratislavi a byl spolu iniciátorem územního plánu města. Také se zabýval ochranou městských památek. Mimo to vyprojektoval sám nebo společně s jinými architekty množství staveb. Klimm byl autorem mnoha odborných článků a také přednášel na škole stavebních řemesel (Szkoła Rzemiosł Budowlanych) ve Vratislavi. V prosinci 1909 byl vyznamenán Řádem červené orlice 4. třídy.
Klimm ve svých projektech využíval široké spektrum historismu a od počátku 20. století používal secesní motivy.

## Dílo (výběr)
- 1884–1891 spoluúčast na přestavbě vratislavské radnice (pod vedením Karla Lüdeckého)
- 1890–1891 nemocniční budovyna ulici Rydygiera (společně s Richardem Plüddemannem)
- 1891–1893 stavba IX. všeobecného lycea ve Vratislavi (společně s Richardem Plüddemannem)
- 1895–1897 Osobowické mosty (společně s Richardem Plüddemannem, konstrukce Alfréd von Scholtz)
- 1895–1897 Zwierzyniecký most (společně s Richardem Plüddemannem, konstrukce Alfréd von Scholtz)
- 1897 budovy městského přístavu (společně s Richardem Plüddemannem)
- 1898–1899 velká restaurace vJižním parku (nedochováno)
- 1899–1901 projekt budovy školy stavebních řemesel (nyní oddělení architektury vratislavské polytechniky) na ulici B. Prusa (společně s Richardem Plüddemannem)
- 1902 vyhlídková věž císaře Viléma I. v Osobowském parku (nedochováno)
- 1903 budova gymnázia svaté Alžbětyna ulici Dawida (pod vedením Richarda Plüddemanna)
- 1904–1905 vodárenská věž na ulici Wiśniové
- 1904–1905 Jižní Pomorskýmost, konstrukce: stavební mistr Günthel a městská inženýrská kancelář

## Mimo Vratislav
- 1895 restaurace na Provinční výstavě řemesla v Poznani
- 1907–1908 turistická chata na hoře Ślęża

## Galerie

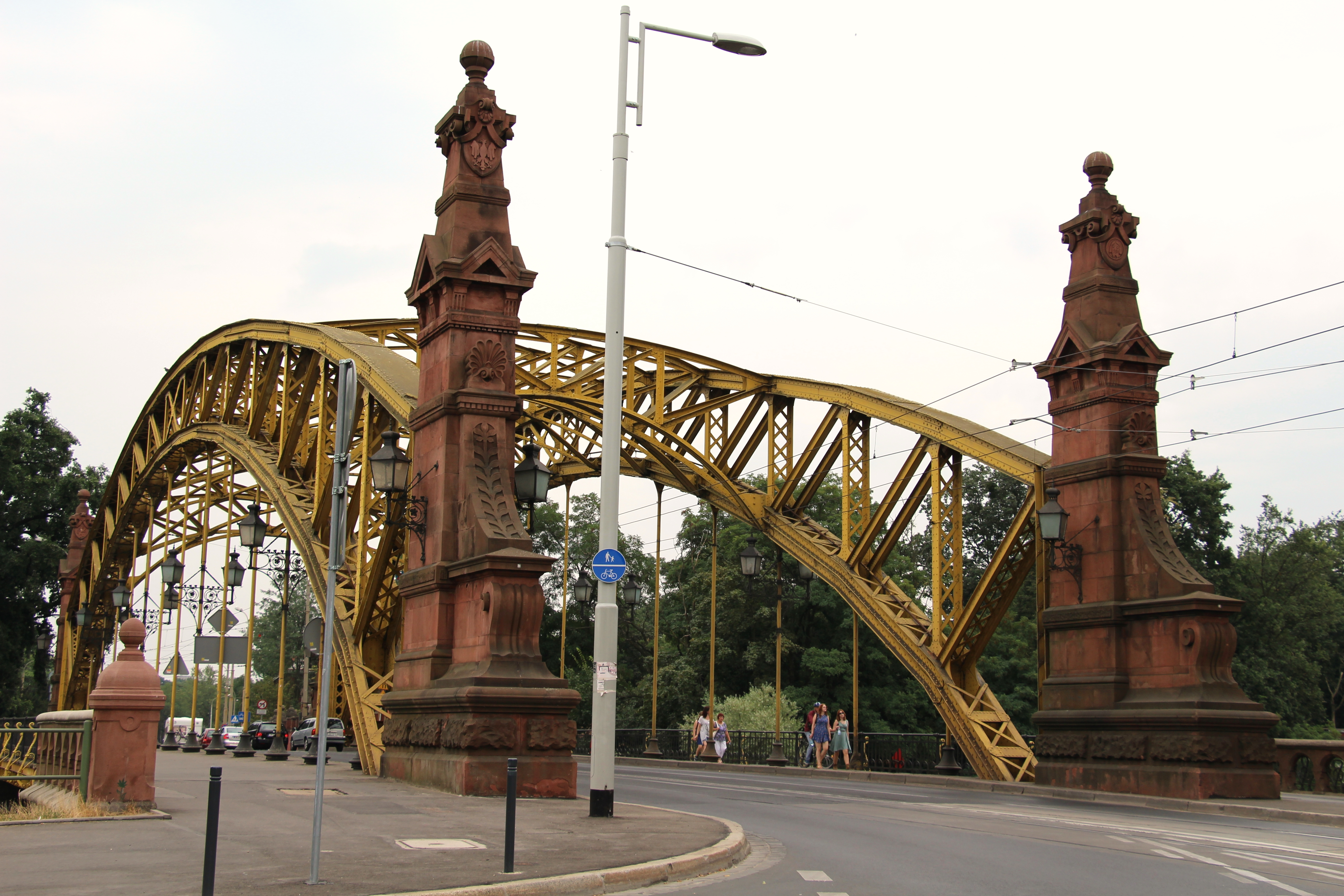
Zwierzyniecký most
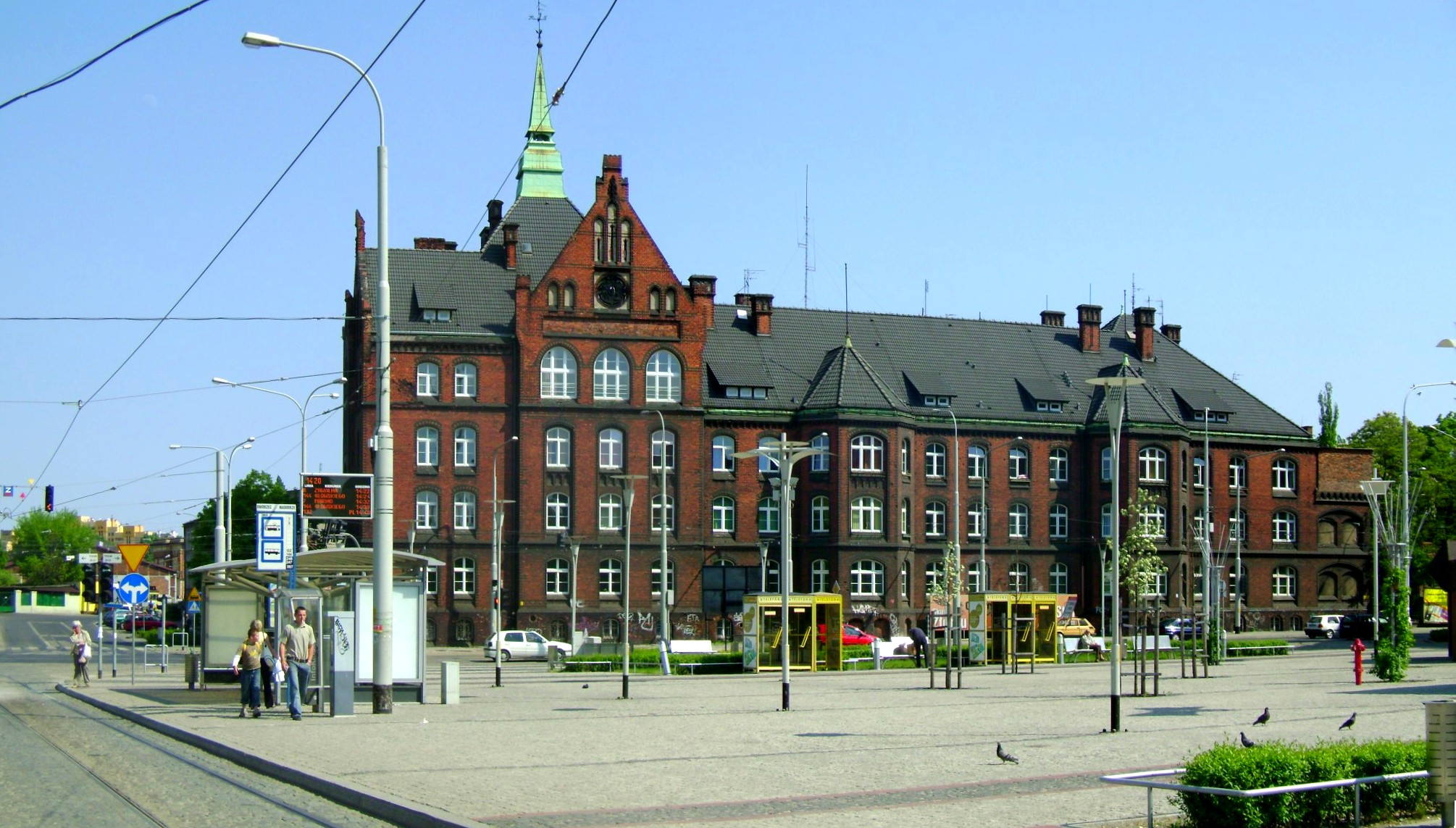
Nemocnice ve Vratislavi
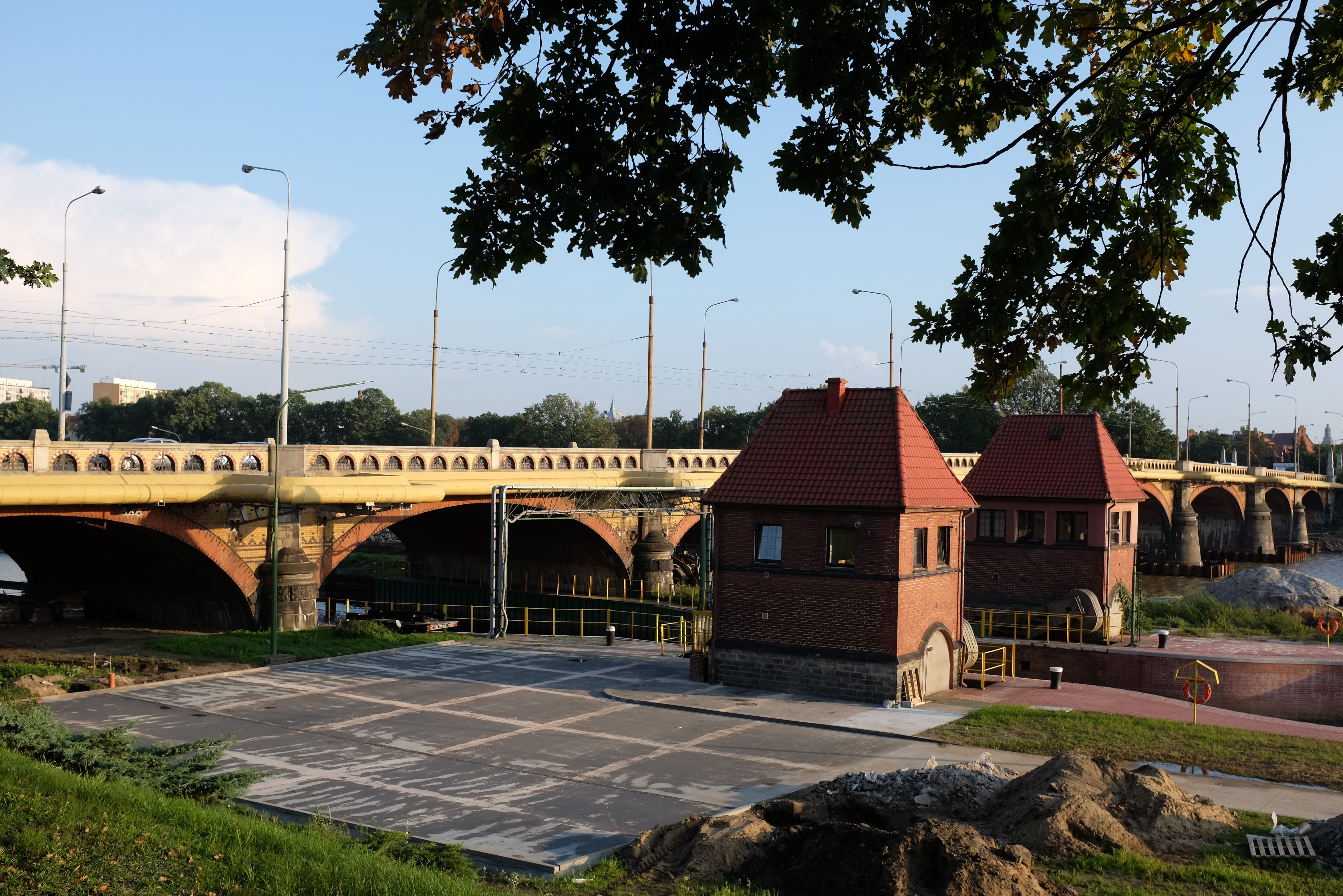
Osobowický most
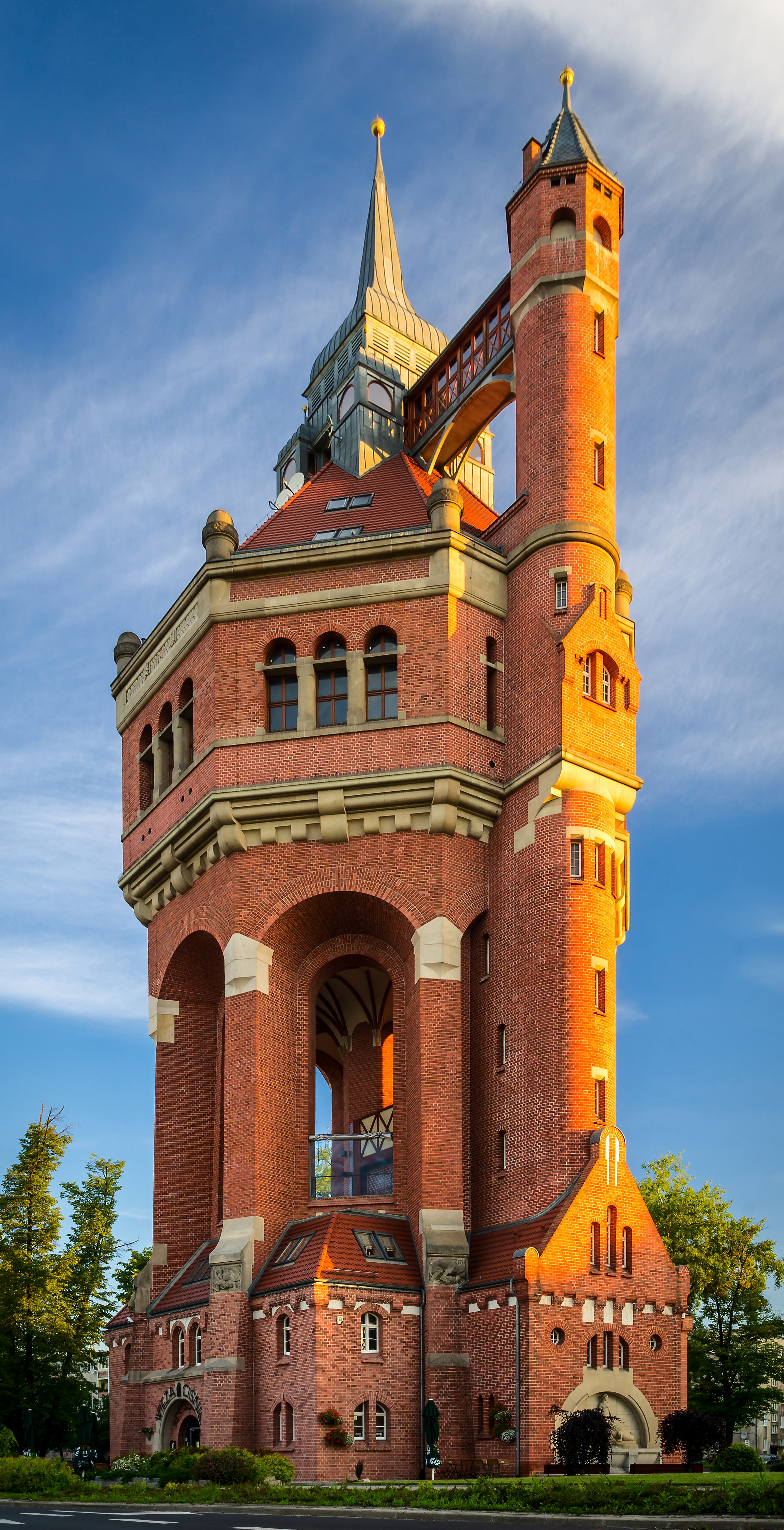
Vodárenská věž